# Montmirail (Sarthe)
Montmirail è un comune francese di 411 abitanti situato nel dipartimento della Sarthe nella regione dei Paesi della Loira.
Il territorio comunale è bagnato dalle acque del fiume Braye.
Diede i natali al pittore Maurice Loutreuil (1885-1925)

## Società

### Evoluzione demografica
Abitanti censiti

## Curiosità
In questo borgo è stato ambientato il film francese I visitatori, con Jean Reno e Christian Clavier.